# ツータッチカンパニー
ツータッチカンパニーは、日本の芸能事務所。2021年設立。

## 沿革・概要
- 2005年5月、お笑いトリオ「東京ビンゴビンゴダイナマイトジャパン」のメンバー「皆川拓也」が有限会社2TOUCHを設立。
- 2017年7月、「クルーバーホールディングス」が新規資本で設立した芸能事務所である「タッチアップエンターテインメント」に2TOUCHのタレントマネジメント事業・所属タレントおよびスタッフを移管。
- 2020年3月、クルーバー社がグループ再編でタッチアップエンターテインメントを吸収合併。
- 2021年8月、社長の皆川が新資本で「合同会社ツータッチカンパニー」を設立。2TOUCH・タッチアップエンターテインメントからの所属タレントおよびスタッフを引き継いで再スタートした。

## 2025年現在の所属タレント
- 後藤拓斗
- 内藤光佑
- 内藤将大
- 櫻井康喜
- 櫻井美由幾
- 雨坪春菜
- 綾部リサ
- 高岡希帆
- 青若菜
- ふーみん
- 紳士同盟
- メイクデビューやまだ
- モモナリ
- 秋斗
- 広瀬慎一
- 細江吉平
- 當瀬いつみ
- りお
- 小森香乃
- 菊池あず
- 杉浦礼晴
- 杉浦智陽
- 根本康広
- 月丸陽斗
- 福井梨莉華
- 斉藤千里
- 門司聖
- えいた

業務提携
- 堀口恭平
- 戸田悠太
- 橋詰高志
- 蓮田キト
- 田中のぶ
- 猪狩綾